# Jerzy Tupou V
Jerzy Tupou V, Siaosi Tāufaʻāhau Manumataongo Tukuʻaho Tupou V, ang. George Tupou V, tonga Siaosi Tupou V (ur. 4 maja 1948 na Tongatapu, zm. 18 marca 2012 w Hongkongu) – piąty król Tonga oraz dwudziesty trzeci Tuʻi Kanokupolu Tongatapu (panował od 11 września 2006), syn króla Taufaʻahau Tupou IV.

## Życiorys
Król Jerzy był najstarszym synem króla Taufaʻahau Tupou IV. Został ogłoszony następcą tronu 4 maja 1966 i odtąd lepiej znany był pod tradycyjnym tytułem: „Tupouto”. 
Szkołę podstawową ukończył w Szwajcarii, następnie uczęszczał do King’s College w Auckland. Studiował w Wielkiej Brytanii na Uniwersytecie w Oksfordzie oraz w Royal Military Academy Sandhurst.
Jako następca tronu odgrywał ważną rolę w tongijskim życiu politycznym. W latach 1979–1998 sprawował urząd ministra spraw zagranicznych. Prowadził również szerokie interesy, zarówno w Tonga jak i za granicą. Pełnił funkcję jednego z prezesów Shoreline Group/Tonfön.
Po śmierci ojca, 11 września 2006 zaprzysiężony został na nowego króla Tonga, zgodnie z tradycją stając się jednocześnie 23. Tuʻi Kanokupolu (suwerenem) wyspy Tongatapu. Koronowany został 1 sierpnia 2008 w Nukuʻalofie przez anglikańskiego arcybiskupa Polinezji Jabeza Bryce'a po zakończeniu oficjalnej żałoby po śmierci króla Taufaʻahau Tupou IV oraz usunięciu zniszczeń powstałych w wyniku zamieszek w stolicy 16 listopada 2006.
Król Jerzy nie był żonaty i nie posiadał legalnego potomstwa. Kolejnym królem Tonga został jego młodszy brat, książę Lavaka Ata ʻUlukalala (jako Tupou VI).

## Odznaczenia[2]
- Łańcuch Orderu Pouono (Tonga)
- Order Korony (Tonga)
- Oficer Legii Honorowej (Francja)
- Wielki Łańcuch Orderu Orła Gruzji i Sukni Pana Naszego Jezusa Chrystusa (Dom Królewski Gruzji)
- Wielka Wstęga Orderu Chula Chom Klao (Tajlandia)
- Honorowy Rycerz Krzyża Wielkiego Orderu św. Michała i św. Jerzego (Wielka Brytania)
- Honorowy Rycerz Krzyża Wielkiego Królewskiego Orderu Wiktoriańskiego (Wielka Brytania)
- Honorowy Rycerz Komandor Orderu Imperium Brytyjskiego (Wielka Brytania)
- Kawaler Orderu Szpitala św. Jana Jerozolimskiego (Wielka Brytania)
- Królewski Order Domowy Franciszka I
- Złoty Medal Zasługi Konstantyniańskiego Zakonu św. Jerzego